# بهمن (فیلم ۱۹۲۳)
بهمن (آلمانی: Die Lawine) یک فیلم به کارگردانی مایکل کورتیز است که در سال ۱۹۲۳ منتشر شد.